# TEE Blauer Enzian
Blauer Enzian era il nome di una relazione Trans Europ Express operata con materiale DB tra Amburgo e Klagenfurt operativa tra il 1965 e il 1977.
Il nome del treno si riferisce alla genziana, fiore spontaneo in molte parti delle Alpi bavaresi e austriache.
Era, dopo il Merkur, il TEE che copriva la distanza più lunga 1167 km.
Con la cessazione del servizio TEE, il nome è stato assunto dall'Intercity/Eurocity che lo ha rimpiazzato sulla stessa tratta.

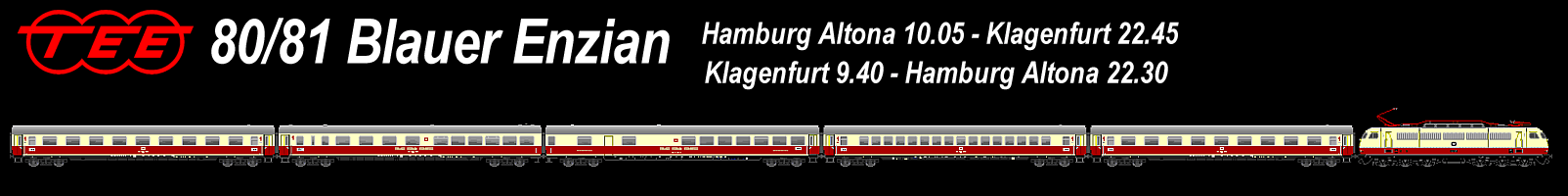
il Blauer Enzian, trainato dalla DB E03 aveva in composizione anche una vettura ristorante ex-DSG e una vettura minibar